# Александар Иванов (сликар)
Александар Андрејевич Иванов (рус. Алекса́ндр Андре́евич Ива́нов; Санкт Петербург, 28. јул 1806 — Санкт Петербург, 15. јул 1858) био је руски сликар који се држао опадајуће традиције неокласицизма, због чега није наишао на мало симпатија код својих савременика. Рођен је и умро у Санкт Петербургу. Називају га „мајстором једног дела” јер је требало 20 година да доврши његов магнум опус Појава Христа пред народом.

## Биографија

### Ране године и образовање
Александар Андрејевич је рођен од професора уметности Андреја Иванова. Са 11 година уписао је Царску академију уметности и студирао на курсу свог оца заједно са Карлом Брјуловим. За своја добра достигнућа награђен је са две сребрне медаље, а 1824. године добио је златну медаљу за слику „Пријам тражи од Ахила да врати Хекторово тело“. Године 1827. одликован је Великом златном медаљом Империјалне академије уметности за „Јосиф тумачи батлерове и пекарове снове“ и унапређен је у уметника XIV реда.
Ивановљеви покровитељи одлучили су да га пошаљу у иностранство на студије уметности, али им је потребна још једна слика, тако да он ствара „Белерофона упућеног у поход на Химеру“. Године 1830. Иванов одлази у Европу, прво у Немачку, а затим у Италију.

### Италијанске године
Први Ивановљеви радови у Риму били су копије Стварања Адама из Сикстинске капеле и неке нацрте библијских сцена. Сањао је да створи епску слику Месије који долази људима, али је прво одлучио да се окуша на слици мањег обима. 1834-1835 завршио је Јављање Исуса Христа Марији Магдалени. Слика је имала велики успех у Риму и Санкт Петербургу. Руска царска академија уметности доделила је Иванову почасни академски степен 1836.
Већи део живота провео је у Риму где се спријатељио са Гогољем и био под утицајем Назарећана.

### Појава Христоса пред народом
Иванов је провео 20 година (1837–1857) у Риму, радећи на свом највећем ремек-делу „Појава Христа пред народом“.

### Смрт
Он умире од колере 3. јула 1858. године.
Сахрањен је у Санкт Петербургу на Новодевичјем гробљу. Године 1936. поново је сахрањен уз пренос споменика на Тихвинско гробље Александро-Невске лавре.

### Утицај и критичари
Критички суд о Иванову се побољшао у следећој генерацији. Неки од бројних скица које је припремио за Појаву препознати су као ремек-дела сама по себи.
Најсвеобухватнија збирка његових дела може се погледати у Државном руском музеју у Санкт Петербургу.

## Галерија
- Слике Александра Андрејевича Иванова
- Појава Христоса пред народом (1837–57)
- Noli me tangere Јављање Исуса Христа Марији Магдалени, 1835
- Јосиф тумачи снове, 1827
- Пријам тражи од Ахила да врати Хекторово тело, 1824
- Аполон, Хијацинт и Кипарис певају и свирају, 1831-1834
- Белерофонта шаљу у поход против Химере, 1829.
- Епијски пут у залазак Сунца, 1845.
- Инцидент у Храму, 1824.
- Тајна вечера, 1850.
- Портрет Виторије Калдони, 1834.
- Портрет Ноколаја Гогоља, 1841.